# Lac Beleu
Le lac Beleu est un lac de Moldavie dans le Raion de Cahul. Il est situé sur le cours inférieur du Prut, à l'extrême sud-ouest de la Moldavie, près des frontières avec la Roumanie et l'Ukraine. Cette région constitue l'une des six zones naturelles remarquables du pays et une réserve scientifique, prolongée de l'autre côté de la frontière et sur l'autre rive du Prut, en Moldavie occidentale, par le parc naturel roumain du Prut inférieur.
La rivière Prout dans sa partie moldave a été désignée réserve de biosphère par l'Unesco en 2018 dont les deux tiers de la surface du site sont occupés par le lac Beleu.

## Géographie
Le Prut se déverse dans le Danube et sa profondeur ne dépasse pas 2,5 m. Le lac Beleu a une superficie de 6,26 km2: c'est le deuxième plus grand lac naturel du pays après le lac Manta.